# Oncostemum palmiforme
Oncostemum palmiforme är en viveväxtart som beskrevs av Joseph Marie Henry Alfred Perrier de la Bâthie. Oncostemum palmiforme ingår i släktet Oncostemum och familjen viveväxter.

## Underarter
Arten delas in i följande underarter:
- O. p. crassinervium
- O. p. subcordatum